# باجناريا أرسا
باجناريا أرسا هي كومونا في منطقة فريولي فينيتسيا جوليا الإيطالية، وتقع على بعد حوالي 50 كيلومتر (31 ميل) شمال غرب ترييستي وحوالي 20 كيلومتر (12 ميل) جنوب أوديني.
شُكلت بلدية باجناريا أرسا من قبل frazioni (التقسيمات الفرعية ، كالقرى والنجوع بشكل أساسي ) كامبولونغيتو، و كاستيانسي ديلي مورا و بريفانو و سيفيليانو ، والتي تضم مقر البلدية.
وتقع باجناريا أرسا على حدود البلديات التالية: أيلو ديل فريولي، وسيرفيغنانو ديل فريولي، و جونارس، وبالمانوفا ،و تورفيسكوسا ، وفيسكو.

## روابط خارجية
- الموقع الرسمي